# Frans Visée
Frans Visée (Utrecht, 13 januari 1921 - Den Haag, 26 augustus 2007) was een Nederlandse marineofficier. 
Frans Visée was adelborst toen de Tweede Wereldoorlog uitbrak. Hij zat in het verzet en ontsnapte naar Engeland. Daar voltooide hij zijn opleiding in het Nederlandse opleidingscentrum in Dartmouth. Na de oorlog bleef hij bij de marine. Hij was commandant van de Marinekazerne Erfprins in Den Helder. Commandeur Visée was van 1968-1970 commandant der zeemacht Nederlandse Antillen (CZMNA) op de Marinebasis Parera in Willemstad, Curaçao.

## Carrière
- Luitenant ter Zee der 3de klasse op 1 september 1941
- Luitenant ter Zee der 2de klasse op 1 juli 1943
- Luitenant ter Zee der 1ste klasse op 1 oktober 1950
- Commandeur in 1968

## Onderscheidingen
- Ridder in de Orde van de Nederlandse Leeuw
- Officier in de Orde van Oranje-Nassau met de zwaarden
- Bronzen Kruis, KB 13 juli 1944/5
- Oorlogsherinneringskruis
- Ereteken voor Orde en Vrede
- Onderscheidingsteken voor Langdurige Dienst als officier
- Kruis voor betoonde marsvaardigheid
- Officier in de Orde van het Zwaard (Zweden)